# دانشگاه پاناما
دانشگاه پاناما (به اسپانیایی: Universidad de Panamá) یک دانشگاه در پاناما است که در پاناماسیتی واقع شده است.